# Henk Dijk
Hendrik „Henk” Dijk (ur. 4 sierpnia 1920 w Amsterdamie, zm. 14 listopada 2001 tamże) – holenderski zapaśnik walczący w stylu klasycznym. Olimpijczyk z Londynu 1948, gdzie zajął jedenaste miejsce w kategorii do 62 kg.

## Letnie Igrzyska Olimpijskie 1948
| Konkurencja          | Rundy eliminacyjne  | Rundy eliminacyjne       | Rundy eliminacyjne     | Klas. końcowa |
| Konkurencja          | Przeciwnik I        | Przeciwnik II            | Przeciwnik III         | Miejsce       |
| -------------------- | ------------------- | ------------------------ | ---------------------- | ------------- |
| 62 kg styl klasyczny | Omar Blebel (ARG) Z | As-Sajjid Kindil (EGY) P | Erkki Talosela (FIN) P | 11.           |